# Erik Turner
Erik Turner (31 de marzo de 1964) es un músico estadounidense, más conocido por ser el guitarrista de la banda de glam metal Warrant. Turner fue uno de los fundadores de dicha banda en Los Ángeles, California en julio de 1984, junto al bajista Jerry Dixon.
Erik ha tenido influencia de bandas como Led Zeppelin y Aerosmith, y guitarristas como Jimmy Page y Joe Perry.

## Discografía

### Warrant
- Dirty Rotten Filthy Stinking Rich (1989, Columbia)
- Cherry Pie (1990, Columbia)
- Dog Eat Dog (1992, Columbia)
- Ultraphobic (1995, CMC)
- Belly To Belly (1996, CMC)
- Greatest & Latest (1999, Deadline)
- Under the Influence (2001, Downboyrecords)
- Born Again (2006)
- Rockaholic (2011)[2]

### Solista
- Demos for Diehards (1998)